# Specially Meritorious Service Medal
La Specially Meritorious Service Medal (SMSM) est une décoration militaire de la marine américaine (US Navy) créée par la résolution conjointe du Congrès n° 18 du 3 mars 1901. Cette médaille était destinée à récompenser les actes de service méritoire hors combat accomplis pendant la guerre hispano-américaine.

## Hisdtoire
La Specially Meritorious Service Medal a été autorisée par la Joint Resolution of Congress No. 18 du 3 mars 1901. Le département de la marine a estimé qu'en plus d'une médaille commémorant les engagements navals dans les Antilles pendant la guerre hispano-américaine, une médaille récompensant les services spécialement méritoires des officiers et des hommes de la marine et du corps des marines était justifiée. Après l'approbation du Congrès et la production de médailles par l'U.S. Mint ("la Monnaie"), un Navy Board of Awards a publié une liste de 71 noms de récipiendaires recommandés en janvier 1904. Ces noms ont été transmis à la Monnaie pour être gravés. En 1912, le conseil a approuvé 35 noms supplémentaires, dont celui du Paymaster William Galt

## Description et symbolisme
Le ruban de la Specially Meritorious Service Medal, 1898, est rouge foncé et représente le sacrifice. Décernée à tout membre de l'United States Navy ou des United States Marines, la Specially Meritorious Service Medal a été remise pour des actes de bravoure ou d'héroïsme, n'impliquant pas de combat armé avec l'ennemi, lors d'opérations dans les eaux territoriales de Cuba au cours de l'année 1898. Cette médaille était principalement décernée à ceux qui avaient sauvé des marins (américains et espagnols) de navires en flammes après la bataille de Santiago de Cuba à Santiago, Cuba.
En 1935, la Specially Meritorious Service Medal avait adopté le statut de médaille commémorative ; en 1942, elle figurait encore sur les tableaux de préséance officiels de l'US Navy, entre la Purple Heart et la Presidential Unit Citation. Un ordre de la marine déclarant la décoration obsolète n'a jamais été publié.

### Avers
Au centre d'une croix pattée en bronze foncé d'un pouce et trois seizièmes de large, un médaillon de sept huitièmes de pouce de diamètre. Le huitième de pouce extérieur du médaillon, qui est en relief et forme un cercle autour du médaillon, contient l'inscription en relief "U.S. NAVAL CAMPAIGN WEST INDIES" (campagne navale des États-Unis dans les Indes occidentales). Une petite étoile à cinq branches apparaît à la base entre les mots "U.S." et "INDIES", et une étoile identique apparaît entre les mots "CAMPAIGN" et "WEST". Les autres mots sont séparés par une balle. Au centre du médaillon se trouve une ancre à ancre inclinée vers la droite et entourée d'une couronne de chêne portant neuf glands (à droite) et de laurier (à gauche). La couronne est nouée à la base par un nœud. Les bras de la croix portent les mots suivants : bras gauche, SPECIALLY ; bras supérieur, "MERITORIOUS" ; bras droit, "SERVICE" ; bras inférieur, ".1898." Le bord de chaque bras est surélevé et comporte une bordure décorative à l'intérieur.
L'ancre symbolise le service naval et la couronne représente la force (chêne) et la victoire (laurier). L'inscription indique le but de la médaille. La petite étoile à cinq branches représente le service militaire.

### Le revers
Le revers est vierge et sert à inscrire le nom du récipiendaire ainsi qu'une brève citation.

### Ruban
Le ruban de la Specially Meritorious Service Medal, 1898, est rouge foncé et représente le sacrifice. Le ruban est presque identique à celui de la Navy Good Conduct Medal, et l'on a enregistré des cas d'enrôlés de la Marine qui ont reçu à la fois la Specially Meritorious Service Medal et la Navy Good Conduct Medal, portant deux rubans identiques pour des décorations distinctes.

## Source
- (en) Cet article est partiellement ou en totalité issu de l’article de Wikipédia en anglais intitulé « Specially Meritorious Service Medal » (voir la liste des auteurs).